# حشره‌خوار تبت
 حشره‌خوار تبت (نام علمی: Sorex thibetanus) نام یک گونه از سرده حشره‌خوارهای دم‌دراز است.